# Tanjong Ulim
Tanjong Ulim is een bestuurslaag in het regentschap Pidie Jaya van de provincie Atjeh, Indonesië. Tanjong Ulim telt 491 inwoners (volkstelling 2010).